# Telescopios Magallanes

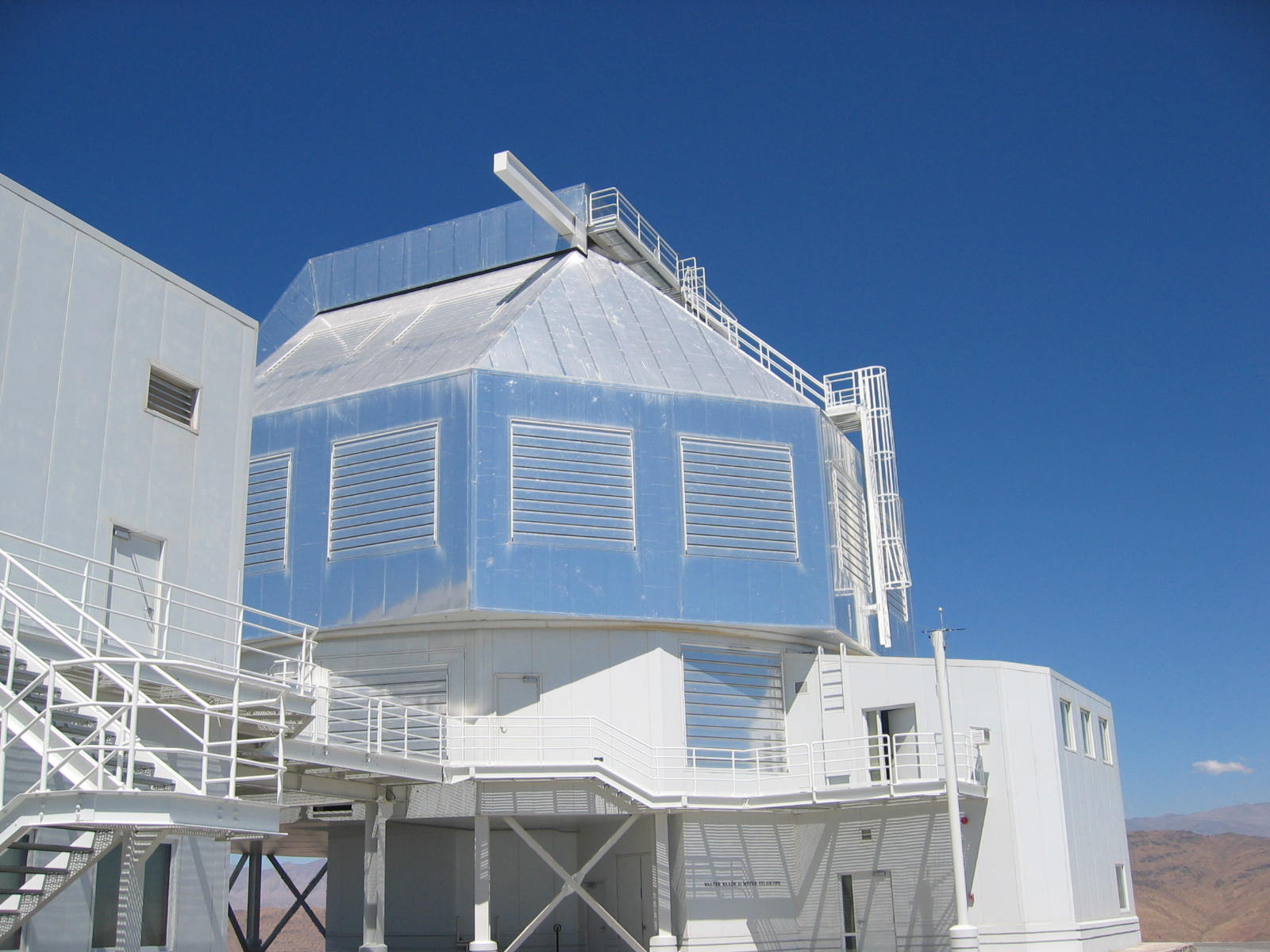
Telescopio Walter Baade.

Los telescopios Magallanes son un par de telescopios ópticos gemelos de 6,5 m de diámetro situados en el Observatorio Las Campanas en Chile. Los dos telescopios son nombrados uno en honor del astrónomo Walter Baade inaugurado el 15 de septiembre de 2000 y el otro en honor del filántropo Landon Clay, que comenzó a funcionar el 7 de septiembre de 2002.

## Características
Ambos telescopios están separados por 60 metros en la cumbre del Cerro Manqui, cercano al cerro Las Campanas. Son telescopios de montura altazimutal y espejos primarios de 6,5 m de diámetro, con dos focos Nasmyth-Gregoriano y un foco Cassegrain cada uno. En los focos Nasmyth se obtiene un f/11, con una distancia focal de 71,5 metros que produce un campo visual de 6 arcominutos y en el foco Cassegrain, con f/15 obtiene una distancia focal de 97 metros.
Los espejos de los Magallanes fueron construidos y pulidos por el Observatorio de la Institución Carnegie de Washington, quien gestiona los dos telescopios y dos instrumentos más pequeños en el mismo sitio. Son de vidrio borosilicato con una estructura de colmena recubiertos por una capa reflectante aluminizada.
Los telescopios y sus cúpulas (que tienen formas cilíndricas y no cupulares) de alojamiento, están diseñadas para minimizar la degradación de la imagen debido a efectos termales. Tienen sistemas de ventilación separados, para la estructura del telescopio, el alojamiento, y el espejo principal mantienen las superficies dentro de la cúpula a la misma temperatura del aire exterior de la noche durante las horas de observación.
La óptica del telescopio cuenta con controles activos. Los espejos tienen controles de posición para su alineamiento durante la observación. Para corregir aberraciones menores en el sistema óptico se utiliza un control de figura en el espejo primario. El espejo secundario tiene también un mecanismo que permite un seguimiento rápido.